# Amblystegium chalaropelma
Amblystegium chalaropelma är en bladmossart som beskrevs av C. Müller och Ferdinand François Gabriel Renauld 1909. Amblystegium chalaropelma ingår i släktet Amblystegium och familjen Amblystegiaceae. Inga underarter finns listade i Catalogue of Life.